# Psectrogaster rhomboides
Psectrogaster rhomboides är en fiskart som beskrevs av Eigenmann och Eigenmann, 1889. Psectrogaster rhomboides ingår i släktet Psectrogaster och familjen Curimatidae. Inga underarter finns listade i Catalogue of Life.